# Star Trek: Voyager
Pour les articles homonymes, voir Star Trek (homonymie).
Star Trek: Deep Space Nine Star Trek: Enterprise
Star Trek: Voyager est une série télévisée de science-fiction américaine en 172 épisodes de 45 minutes, créée par Rick Berman, Michael Piller et Jeri Taylor et diffusée entre le 16 janvier 1995 et le 23 mai 2001 sur le réseau UPN.
En France, les 44 premiers épisodes ont été diffusés à partir du 15 septembre 1998 sur Jimmy, puis à partir du 2 janvier 2005 à partir de la troisième saison, toujours sur Jimmy. Au Québec, la série a été diffusée à partir du 22 août 2005 sur Ztélé.
C'est la quatrième série télévisée en prises de vues réelles de l'univers Star Trek.

## Synopsis
Kathryn Janeway est la capitaine du vaisseau USS Voyager. En 2371, au cours d'une mission de sauvetage, censée durer trois semaines, le vaisseau est précipité par une entité nommée le Pourvoyeur dans le Quadrant Delta, à l'autre bout de la galaxie, à environ 75 000 années-lumière de la Terre. Le vaisseau émerge dans une zone totalement inconnue de Starfleet. La capitaine Janeway va s'efforcer de trouver un moyen de ramener sur Terre l'équipage et son vaisseau. Le voyage de retour prend théoriquement 75 ans à vitesse maximale. Elle devra alors trouver un moyen de le raccourcir en se pliant aux principes qu'elle a juré de respecter.

## Distribution

### Acteurs principaux
- Kate Mulgrew (VF : Denise Metmer) : Capitaine Kathryn Janeway, commandant du Voyager
- Robert Beltran (VF : Marc Alfos) : Commandeur Chakotay, commandant en second du Voyager
- Roxann Dawson (VF : Ninou Fratellini) : Sous-Lieutenante B'Elanna Torres, ingénieure en chef du Voyager
- Tim Russ (VF : Bruno Dubernat) : Lieutenant (puis Lieutenant-Commandeur) Tuvok, chef de la sécurité et officier tactique du Voyager
- Jennifer Lien (VF : Anne Rochant) : Kes (1995–1997)
- Robert Duncan McNeill (VF : Tony Joudrier) : Sous-Lieutenant (puis Enseigne) Tom Paris, timonier du Voyager
- Robert Picardo (VF : Philippe Catoire) : hologramme médical d'urgence (ou HMU)
- Ethan Phillips (VF : Jean-Loup Horwitz) : Neelix
- Garrett Wang (VF : Patrick Pellegrin) : Enseigne Harry Kim, officier des opérations du Voyager
- Jeri Ryan (VF : Michèle Buzynski) : Seven of Nine, souvent appelée « Seven », de son vrai nom Annika Hansen (1997-2001)

Photos des acteurs principaux
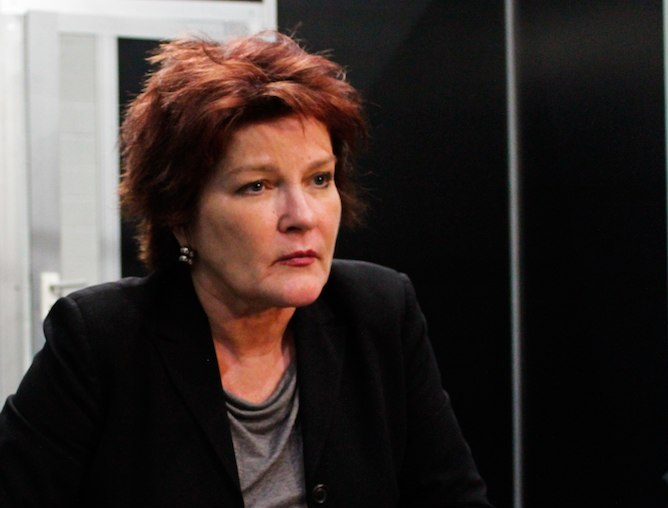
Kate Mulgrew
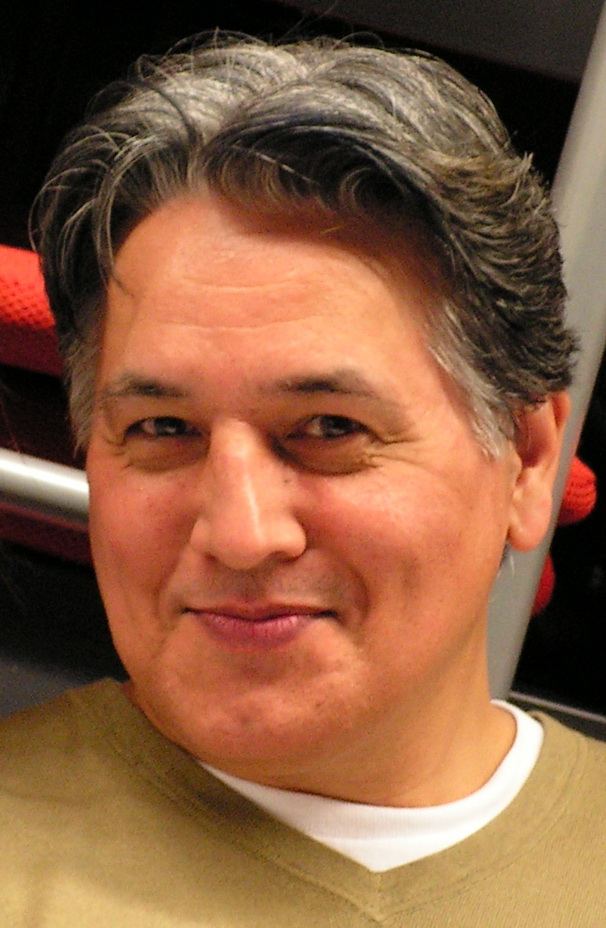
Robert Beltran
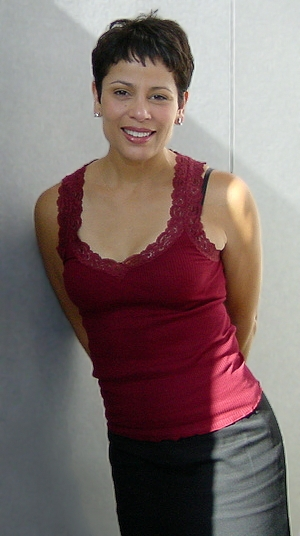
Roxann Dawson
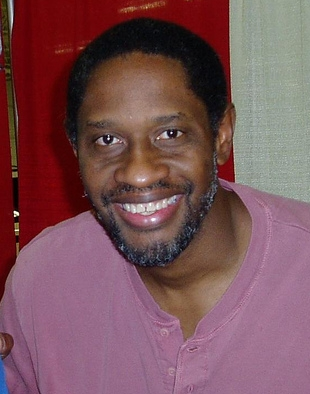
Tim Russ
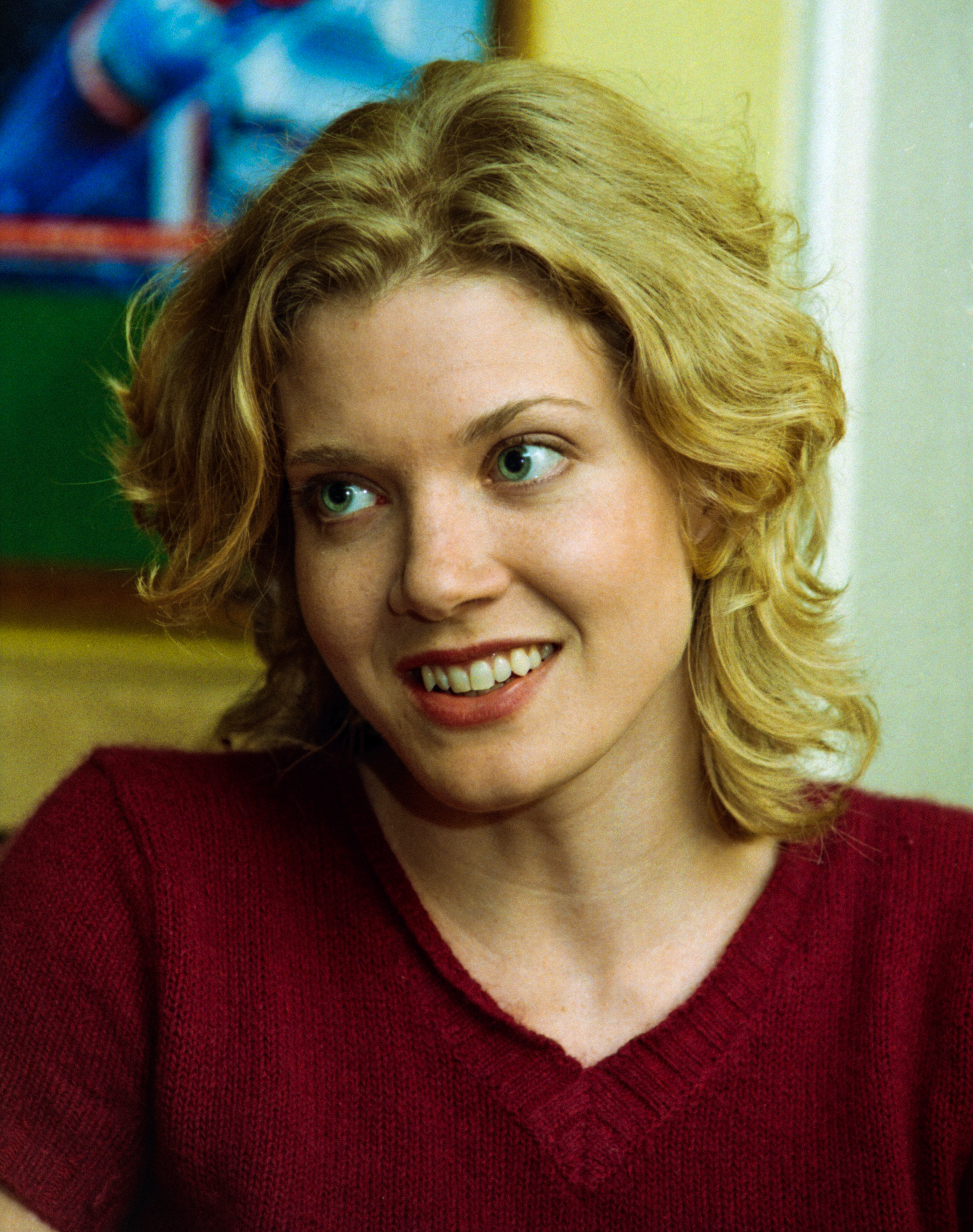
Jennifer Lien
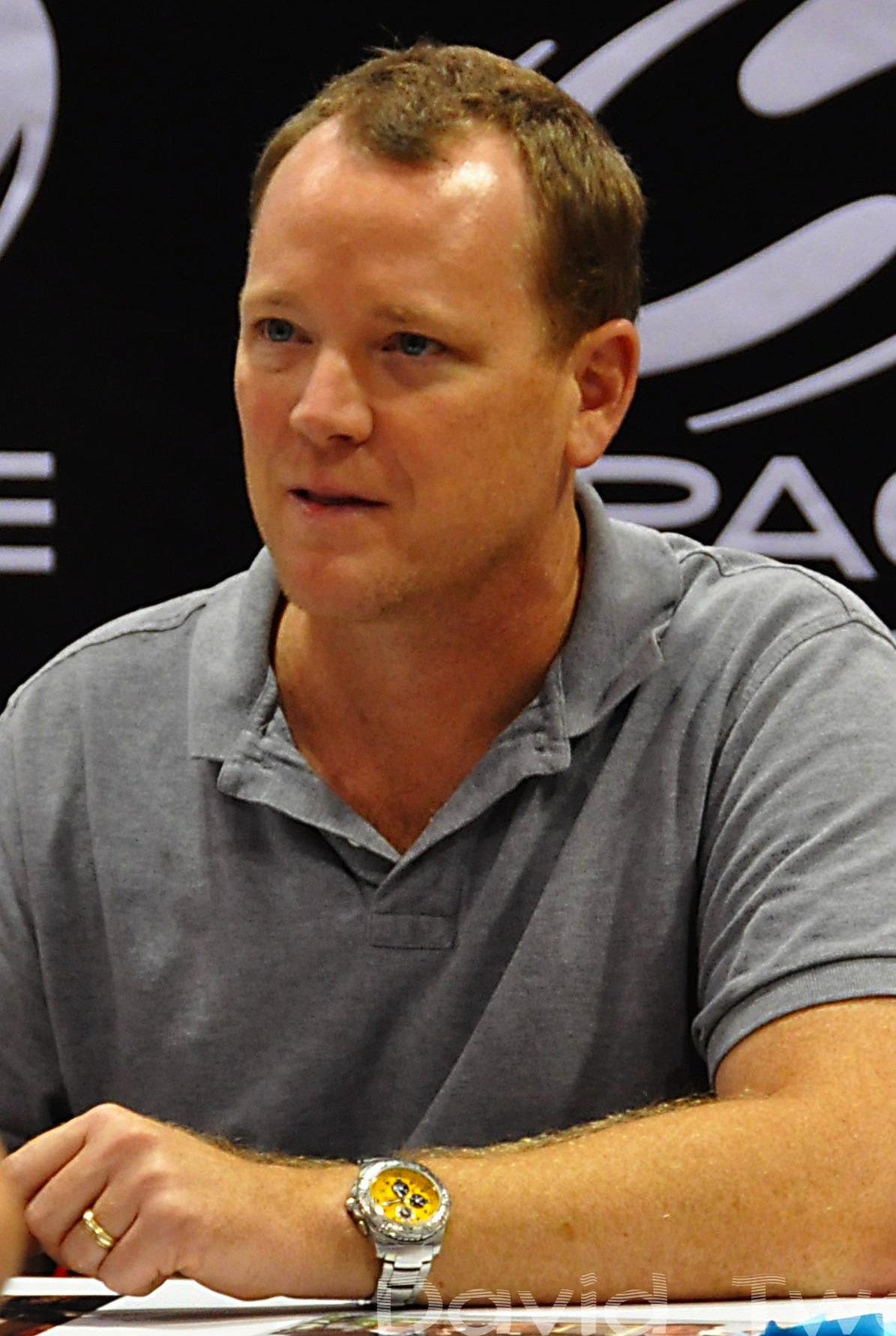
Robert Duncan McNeill
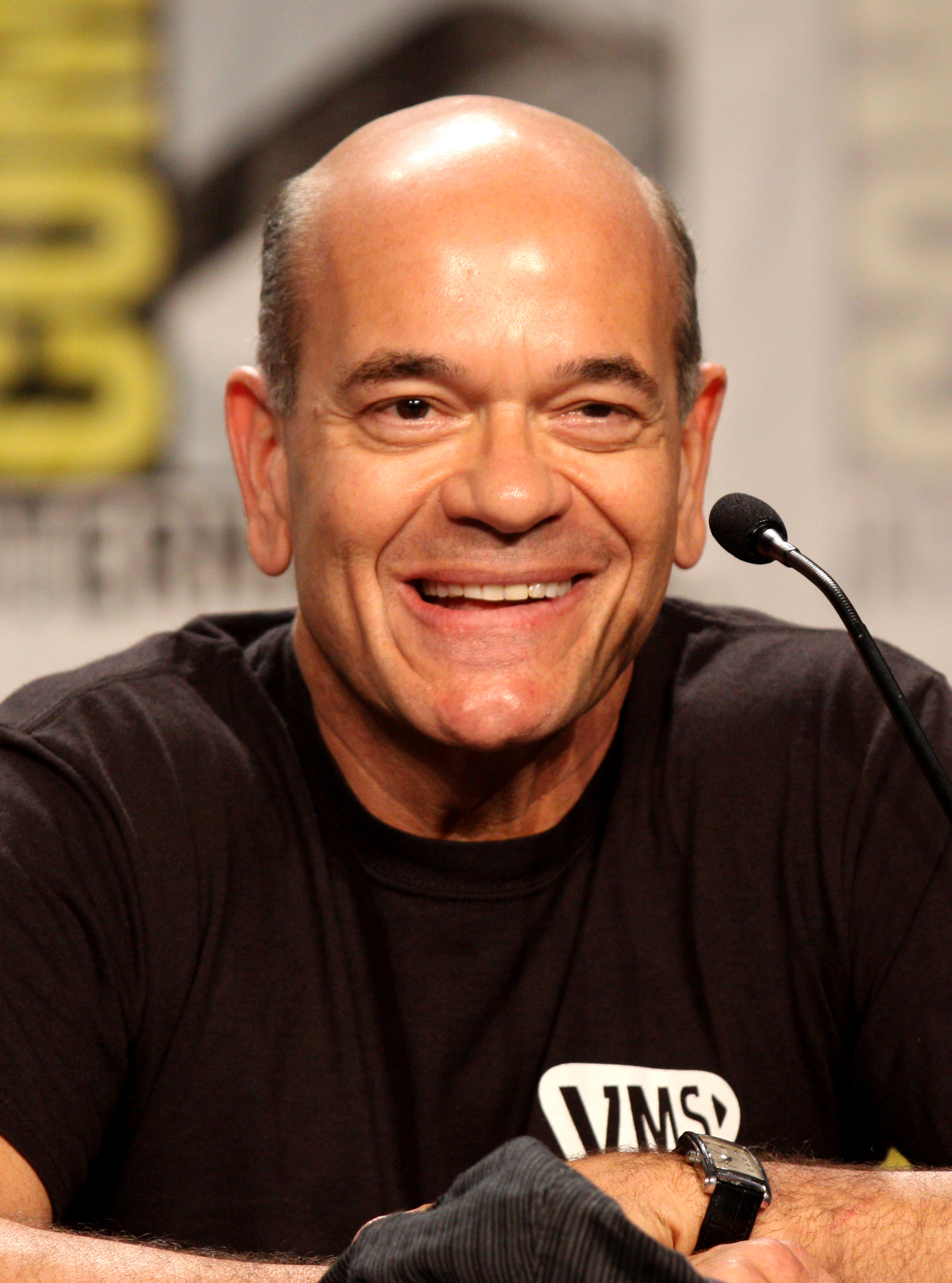
Robert Picardo
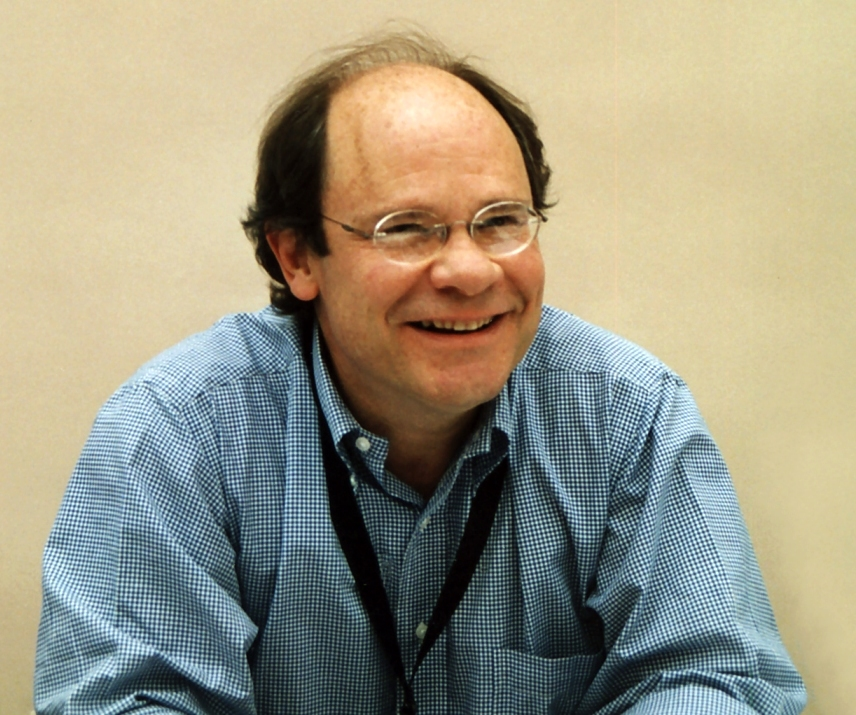
Ethan Phillips
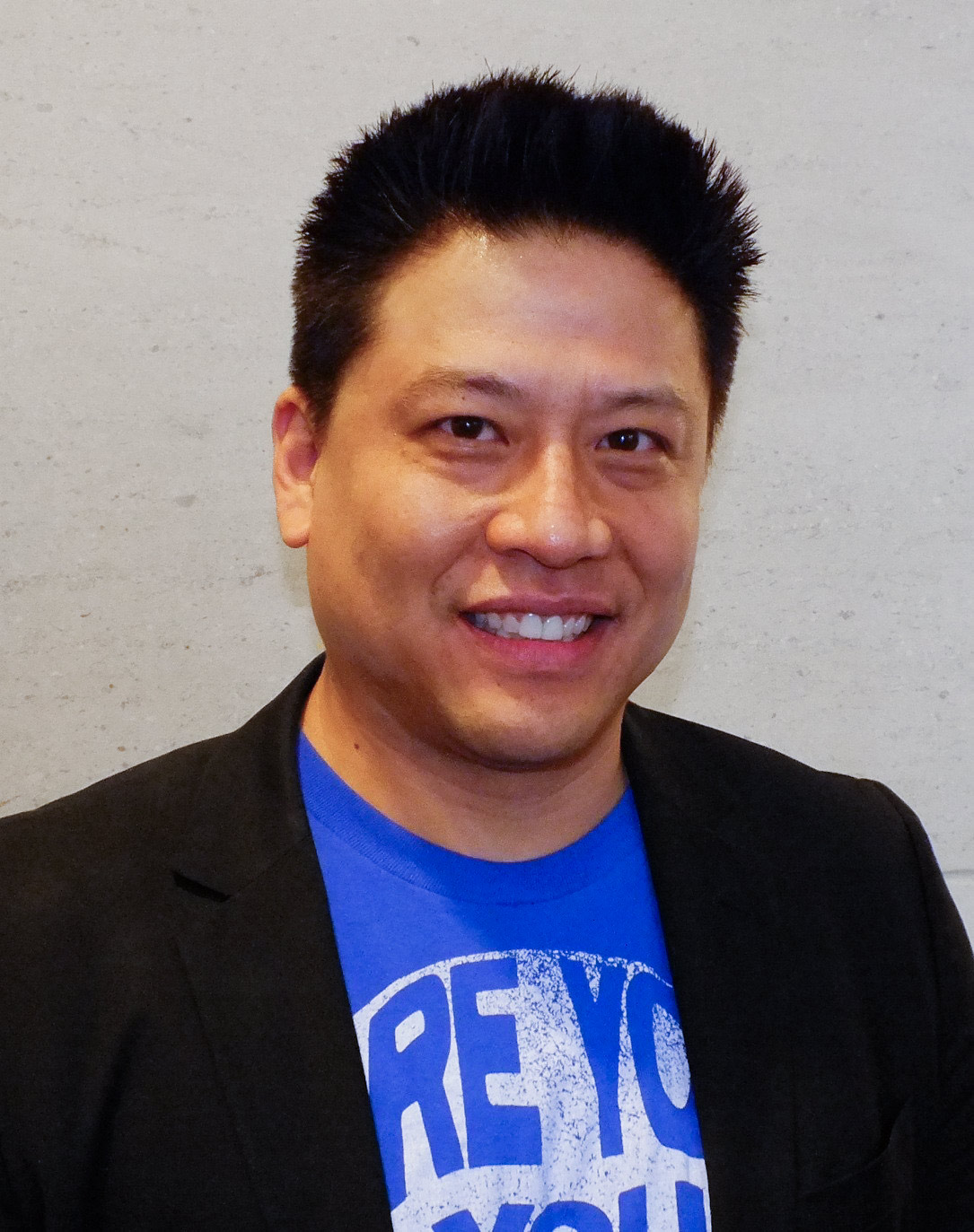
Garrett Wang
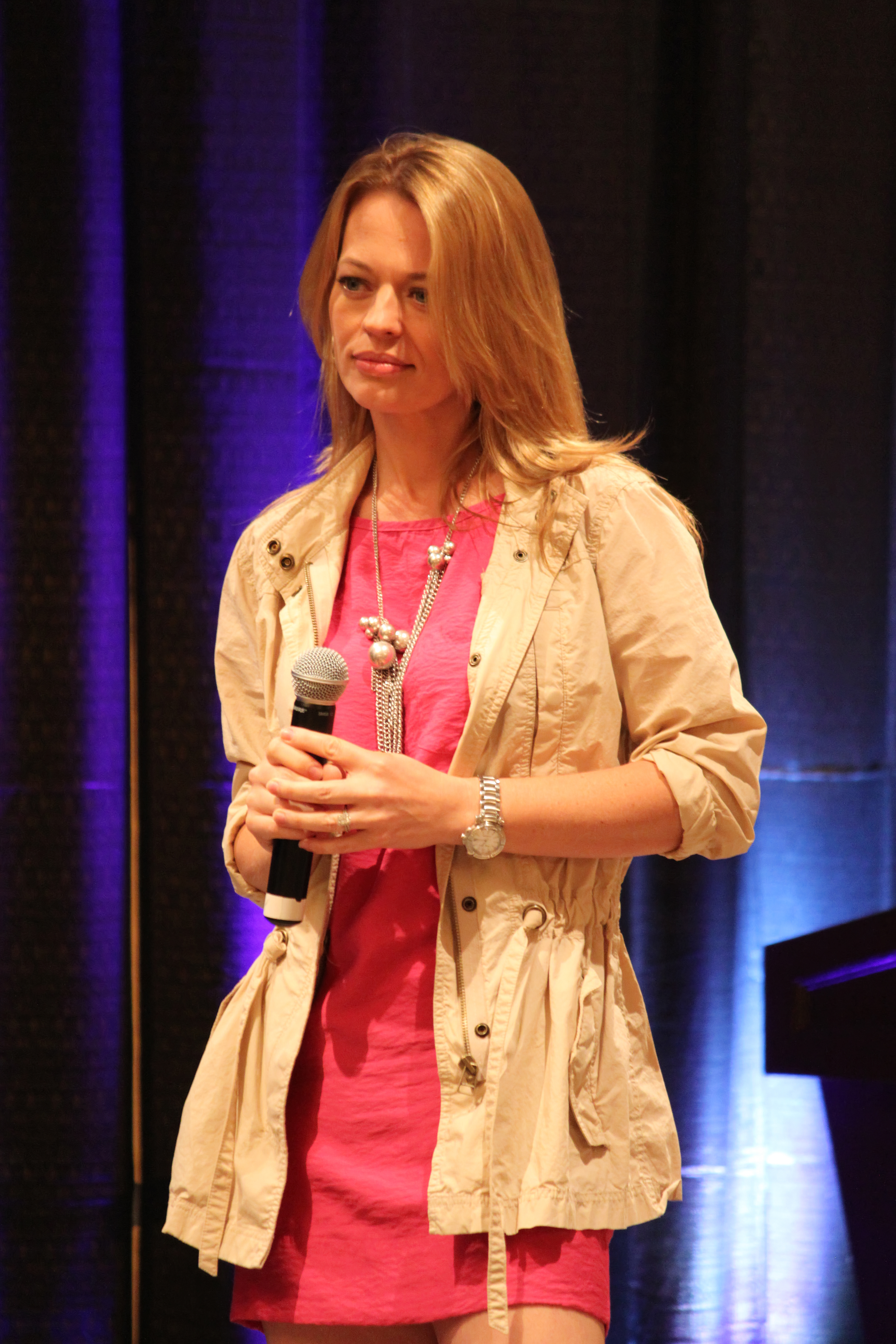
Jeri Ryan

### Acteurs récurrents
- Martha Hackett (VF : Marianne Leroux) : Seska
- Nancy Hower : Samantha Wildman
- Scarlett Pomers : Naomi Wildman
- Manu Intiraymi : Icheb
- John de Lancie (VF : Frédéric Cerdal) : Q
- Dwight Schultz (VF : Pierre Laurent) : Lieutenant Reginald Barclay
- Marina Sirtis (VF : Anne Plume) : Conseillère Deanna Troi
- Majel Barrett (VF : Coco Noël) : Ordinateur du vaisseau USS Voyager(voix)
- Susanna Thompson et Alice Krige (dernier épisode) : Reine Borg

Photos des acteurs récurrents
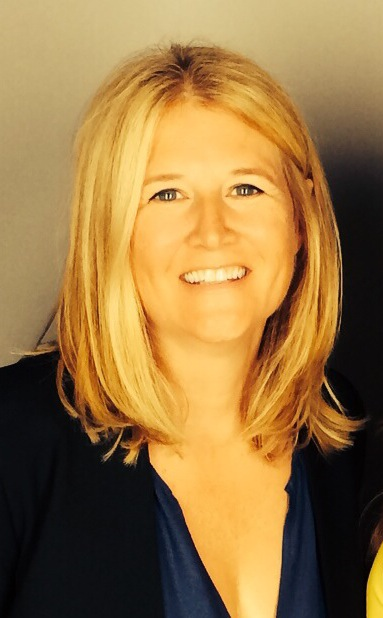
Nancy Hower
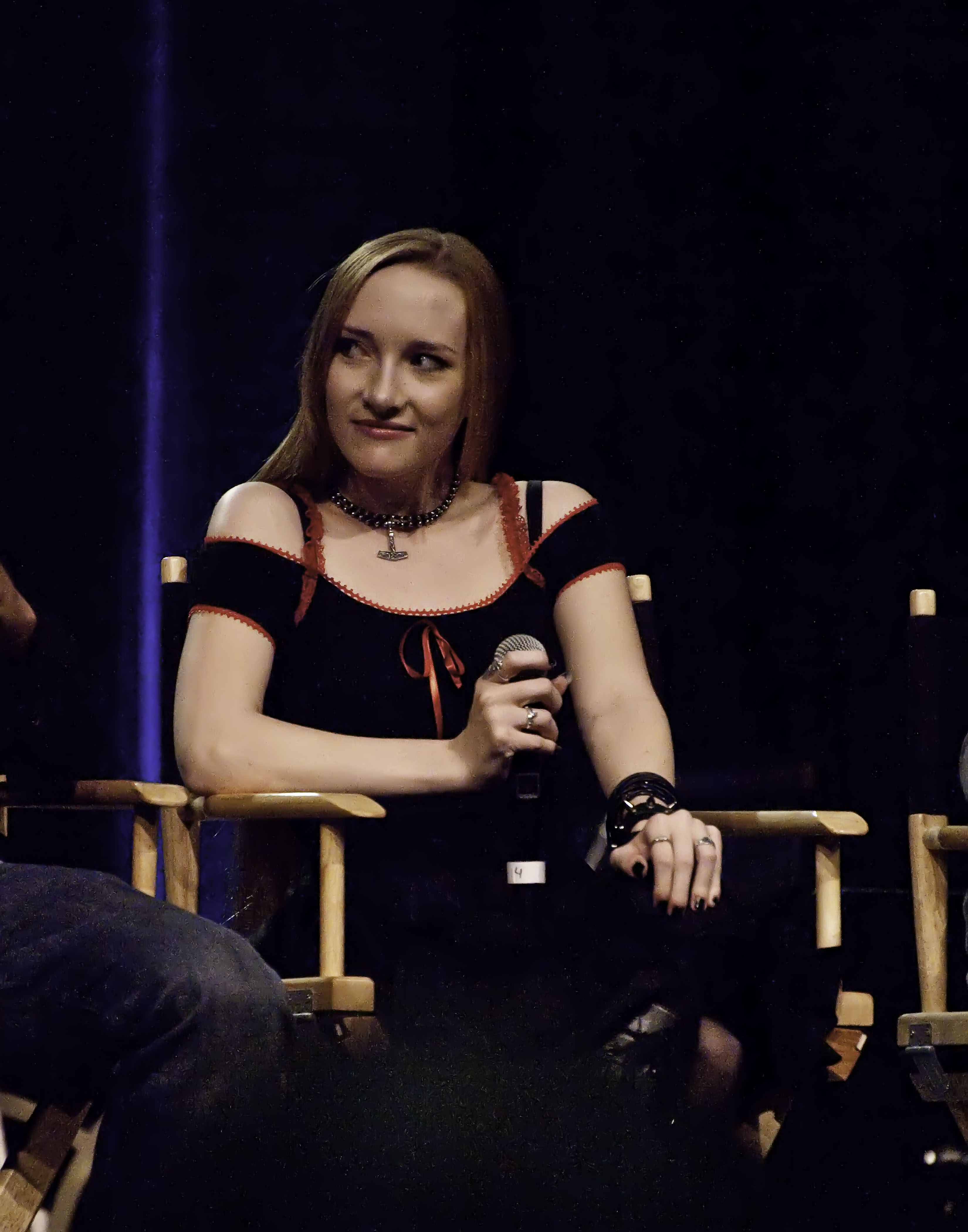
Scarlett Pomers
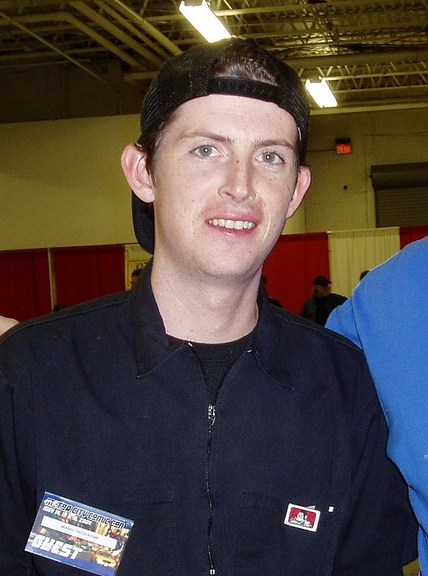
Manu Intiraymi
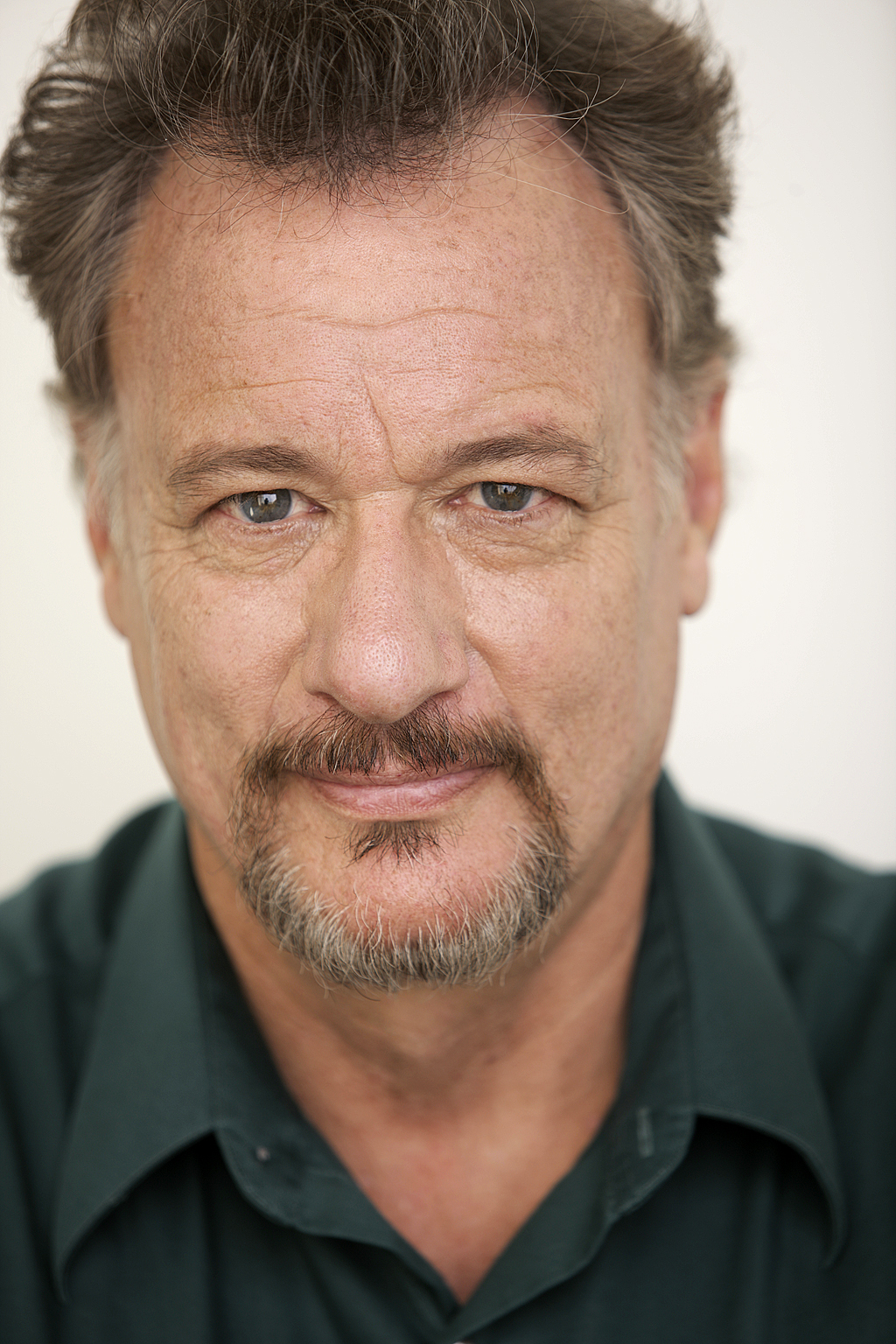
John de Lancie
Dwight Schultz
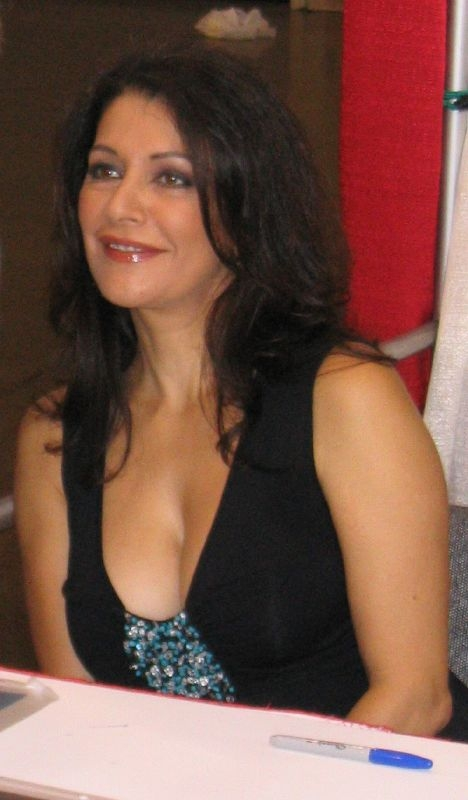
Marina Sirtis
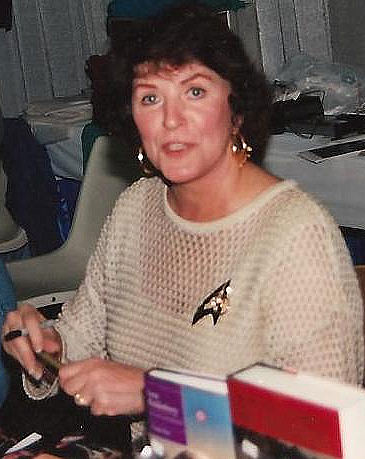
Majel Barrett
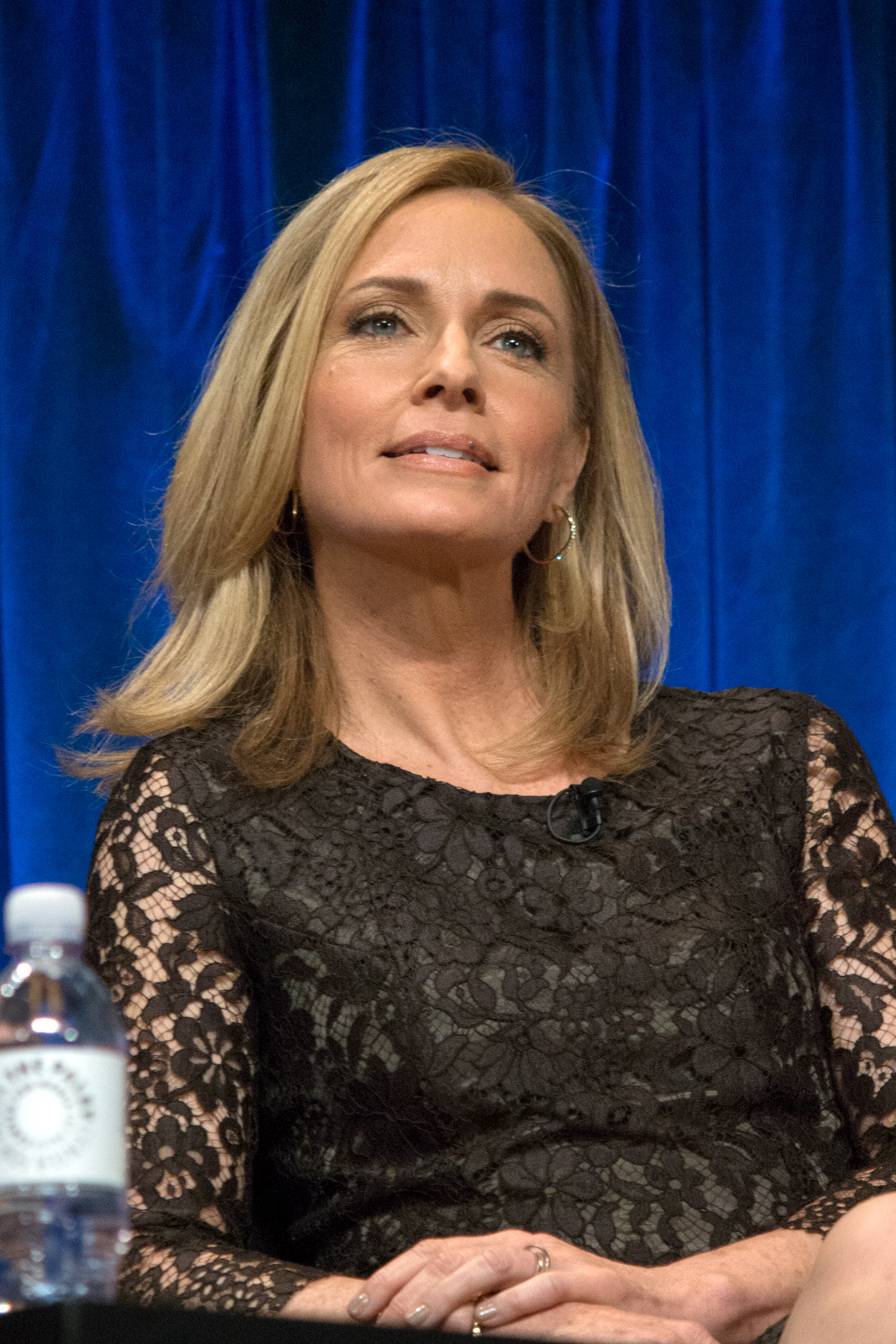
Susanna Thompson
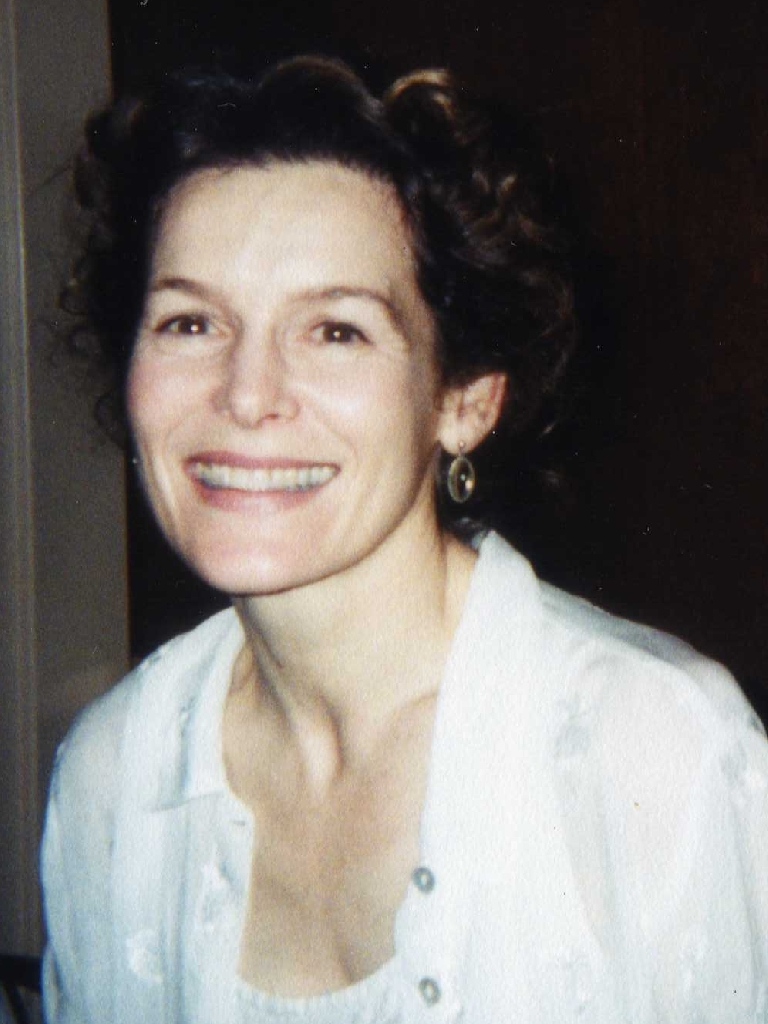
Alice Krige

## Épisodes
- Saison 1 : 16 épisodes (1995)
- Saison 2 : 26 épisodes (1995–1996)
- Saison 3 : 26 épisodes (1996–1997)
- Saison 4 : 26 épisodes (1997–1998)
- Saison 5 : 26 épisodes (1998–1999)
- Saison 6 : 26 épisodes (1999–2000)
- Saison 7 : 26 épisodes (2000–2001)

## Distinctions
- Emmy Award 1995 : Meilleure musique pour Jerry Goldsmith
- Emmy Award 1996 : Meilleurs maquillages pour l'épisode Le seuil (Threshold)
- Emmy Award 1997 : Meilleurs coiffures pour l'épisode Le marché (Fair Trade)
- Emmy Award 1999 : Meilleurs effets spéciaux pour l'épisode Frontière obscure (Dark Frontier)
- Emmy Award 2001 : Meilleurs effets spéciaux pour l'épisode La fin du jeu (End Game)
- Emmy Award 2001 : Meilleure musique de Jay Chattaway pour l'épisode La fin du jeu (End Game)

## Commentaires
Deux thèmes principaux sont abordés dans cette série : le retour vers le Quadrant Alpha et l'exploration spatiale. De ce point de vue, Star Trek: Voyager est la série la plus proche de l'originale car dans cet univers chaque rencontre apporte son lot de nouveautés.
Alors qu'il était encore prince, Abdallah II de Jordanie, fan de la série, a tenu le rôle d'un membre d'équipage dans l'épisode 2x20, Investigations. Mais n'étant pas affilié à la Screen Actors Guild, il dut se cantonner à un rôle « muet ».